# Bethany Church Surabaya
Bethany Church Surabaya (indonez. Graha Bethany Nginden) – największy megakościół w Indonezji. Znajduje się w mieście Surabaja (Jawa Wschodnia). Założony w 1978 roku przez pastora Abrahama A. Tanuseputrę. Powiązany z Indonezyjskim Kościołem Betel (GBI) ma charakter zielonoświątkowy. W 1987 roku osiągnął tygodniową frekwencję 2000 osób, a w 2019 – 30 tysięcy brało udział w cotygodniowych usługach. Posiada budynek zdolny pomieścić 35 tys. osób.